# Chocolate Starfish and the Hot Dog Flavored Water
Chocolate Starfish and the Hot Dog Flavored Water treći je studijski album američkog nu metal sastava Limp Bizkit. Album su 17. listopada 2000. objavile diskografske kuće Flip i Interscope Records.
Prvi dio naziva albuma (Chocolate Starfish) odnosi se na izgled anusa, dok je drugi dio (Hot Dog Flavored Water) interna fora koju je započeo gitarist Wes Borland kada je prilikom jedne turneje vidio boce vode s okusom i izjavio da im je okus nalik onome hot dogova.
Album je u prvih tjedan dana prodan u 1,050.000 primjeraka, zbog čega se odmah popeo na vrh glazbene ljestvice Billboard 200.

## Popis pjesama
| Br. | Skladba                          | Trajanje |
| --- | -------------------------------- | -------- |
| 1.  | »Intro«                          | 1:18     |
| 2.  | »Hot Dog«                        | 3:50     |
| 3.  | »My Generation«                  | 3:41     |
| 4.  | »Full Nelson«                    | 4:07     |
| 5.  | »My Way«                         | 4:32     |
| 6.  | »Rollin' (Air Raid Vehicle)«     | 3:33     |
| 7.  | »Livin' It Up«                   | 4:24     |
| 8.  | »The One«                        | 5:43     |
| 9.  | »Getcha Groove On«               | 4:29     |
| 10. | »Take a Look Around«             | 5:21     |
| 11. | »It'll Be OK«                    | 5:06     |
| 12. | »Boiler«                         | 7:00     |
| 13. | »Hold On«                        | 5:42     |
| 14. | »Rollin' (Urban Assault Vehice)« | 6:22     |
| 15. | »Outro«                          | 9:47     |